# Guerra de Aroostook
La Guerra de Aroostook fue uno de los más lánguidos conflictos acontecido entre los años 1838 y 1839, que se dio sobre la disputada frontera entre el estado estadounidense de Maine y la provincia británico-canadiense de Nuevo Brunswick.
Según los colonos de ambos países iban ingresando en el rivalizado valle del río Aroostook, los bandos de una y otra parte hicieron detenciones y tomaron prisioneros acusándolos de "intrusos". En 1839 las tropas estadounidenses y canadienses fueron enviadas a esa región, después hubo una tregua que permitió la ocupación compartida del territorio hasta 1842.
- Datos: Q698312